# Esther Lederberg
Esther Lederberg, née le 18 décembre 1922 dans le Bronx et morte le 11 novembre 2006 à Stanford, est une microbiologiste américaine, pionnière dans le domaine de la génétique des bactéries. Ses principales découvertes sont celle du phage lambda, du transfert des gènes entre bactéries par transduction, du facteur de fertilité des bactéries. On lui doit le développement de la culture bactérienne par réplication (en),.

## Biographie
Née le 18 décembre 1922 dans le Bronx de David Zimmer (imprimeur) et Pauline Geller Zimmer, Esther Lederberg vient d'une famille juive orthodoxe pauvre. Elle étudie au Hunter College de New York, puis obtient un master de biochimie à Stanford.
Elle y rencontre son premier mari, Joshua Lederberg, et ils partent ensemble s'installer à l'Université du Wisconsin. Ils collaborent pendant de nombreuses années, Esther y recevant son doctorat et effectuant principalement un travail expérimental nécessaire aux découvertes dont les deux époux partagent la paternité au fur et à mesure des années.
Bien que peu récompensée officiellement de son vivant, l'obtention du Prix Nobel de médecine par son mari en 1958, et d'autres récompenses dont les prix Pasteur et Eli Lilly, est en partie liée au travail d'Esther.
Esther Lederberg a fondé et dirigé le Plasmid Reference Center de l'université Stanford, où elle a observé, nommé et distribué des plasmides de différents types, y compris ceux qui codent la résistance aux antibiotiques.

## Défis professionnels: discrimination fondée sur le sexe
Stanley Falkow (en) a déclaré à propos d'Esther Lederberg que « expérimentalement et méthodologiquement, elle était un génie dans le travail de laboratoire ». Cependant, bien qu'Esther Lederberg ait été une pionnière de la recherche, elle a été confrontée à des défis importants en tant que femme scientifique dans les années 1950 et 1960.
Lederberg a été exclue de l'écriture d'un chapitre dans le livre de 1966 Phage and the Origins of Molecular Biology, une commémoration de la biologie moléculaire. Selon l'historienne des sciences Prina Abir-Am, son exclusion était « incompréhensible » en raison de ses découvertes importantes dans la génétique des bactériophages. Abir-Am a attribué son exclusion en partie au sexisme qui a prévalu au cours des années 1960.
Comme l'écrira plus tard Luigi Luca Cavalli-Sforza, « Dr. Esther Lederberg a eu le privilège de travailler avec un mari très célèbre. Cela a parfois été aussi un revers, car inévitablement elle n'a pas été créditée avec autant de crédit qu'elle vraiment mérité. Je sais que très peu de gens, le cas échéant, ont eu l'avantage d'un collègue aussi précieux que Joshua ».
Comme beaucoup d'autres femmes scientifiques à l'Université de Stanford, Lederberg a lutté pour la reconnaissance professionnelle. Alors que son mari commençait son mandat à la tête du département de génétique de Stanford en 1959, elle et deux autres femmes ont adressé une pétition au doyen de la faculté de médecine pour le manque de femmes professeurs. Elle a finalement été nommée professeur à titre de professeure agrégée de recherche au Département de microbiologie et d'immunologie, mais le poste n'a pas été maintenu. Selon Abir-Am, Esther a dû se battre pour rester employée à Stanford après le divorce d'avec Joshua. Plus tard en 1974, en tant que scientifique principale, elle a été forcée de passer à un poste de professeur auxiliaire de microbiologie médicale, ce qui était effectivement une baisse de poste. Son engagement à court terme devait être renouvelé constamment et dépendait de son financement de subvention.

## Prix et récompenses
- 1956 : Pasteur Award de la Society of Illinois Basteriologists avec Joshua Lederberg (première fois que le prix est décercé à une équipe de chercheurs)
- 1969 : American Cancer Society Dernham Postdoctoral Fellowship en oncology
- Présidente du Stanford Chapter of Sigma Xi The Scientific Research Honor Society
- 2010 : Une partie de l'allée Clark est dédicacée à Esther Lederberg. Il s'agit d'un alignement de blocs de granite mémoriaux pour les scientifiques et événements de Standard dans le bâtiment Sherman Fairchid et le Pavillon Li Ka Shing.